# Nouans-les-Fontaines
 Nouans-les-Fontaines  es una población y comuna francesa, en la región de  Centro, departamento de Indre y Loira, en el distrito de Loches y cantón de Montrésor.

## Demografía
| 1 007 | 1 019 | 1 123 | 1 165 | 1 001 | 1 155 | 1 107 | 1 140 | 1 159 | 1 239 | 1 299 | 1 319 | 1 313 | 1 410 | 1 445 | 1 476 | 1 462 | 1 519 | 1 529 | 1 441 | 1 307 | 1 323 | 1 347 | 1 333 | 1 279 | 1 251 | 1 158 | 1 015 | 872 | 879 | 828 | 789 |
| Para los censos de 1962 a 1999 la población legal corresponde a la población sin duplicidades (Fuente: INSEE [Consultar]) |       |       |       |       |       |       |       |       |       |       |       |       |       |       |       |       |       |       |       |       |       |       |       |       |       |       |       |     |     |     |     |